# Nadie lo sabrá
Nadie lo sabrá es una película española dirigida por Ramón Torrado en 1953.

## Argumento
Pedro Gutiérrez es un modesto empleado de banca que pasa apuros económicos y sueña con casarse con María, pero ella vive en una familia acomodada y él cree que no querrá pasar estrecheces.
Una noche que se encuentra trabajando solo en el banco oye unos ruidos sospechosos en la sección de cajas de seguridad y llega a tiempo de descubrir a unos ladrones que le disparan en una pierna y huyen, dejando un fajo de 30.000 dólares olvidado. Pedro ve la oportunidad de cambiar de vida y lo guarda en un viejo archivador de su departamento.
La dirección del banco lo felicita por su intervención, se le aumenta el sueldo y la categoría laboral, cuando sale del hospital comprueba que María no es rica ni quiere lujos, con lo cual pueden vivir felices.

## Reparto
- Fernando Fernán Gómez es Pedro.
- Julita Martínez es María.
- Julia Caba Alba es Dolores.
- Julia Lajos es Sra. Ramírez.
- José Nieto es un gánster.
- Xan Das Bolas es el cartero.
- Raúl Cancio es el sastre.
- Fernando Fernández de Córdoba es el subdirector.